# 毛扭蘚
毛扭蘚（学名：Aerobryidium aureo-nitens）为蔓蘚科毛扭蘚屬下的一个种。

## 扩展阅读
- 維基物種上的相關：毛扭蘚